# Casa Sagrera (Caldes de Montbui)
La Casa Sagrera era un balneari que es trobava al carrer de Barcelona, cantonada amb el carrer d'Hostalrich i la placeta de Sant Martí de Caldes de Montbui (Vallès Oriental). L'edifici actual, catalogat com a bé cultural d'interès local, era una petita part o annex del conjunt original.

## Història
El 1681, el notari Josep Puig i Bosom va vendre la propietat, que incloïa una escrivania, a Jacint de Sagrera i Massana, que actuava en nom propi i com a procurador del seu pare Jacint de Sagrera i Xifré, per 140 lliures barcelonines. En el mateix acte, els compradors la hi van llogar pel termini de cinc anys. El llinatge dels Sagrera és possiblement anterior al segle xvi, essent oriünd de la vila de Sallent.
El 1840, la casa i les 9 plomes d'aigua termal (20.250 litres diaris) que li corresponien van passar a mans de l'hospital de la vila. El 1856, va sortir a subhasta pública i fou adquirida per la Capitania General de Catalunya, que la va transformar en un balneari militar, i a finals del segle xix, una part de l'edifici s'utilitzà de quarter de la tropa. Entre 1921 i 1928 es va utilitzar com a caserna de la Guàrdia Civil, essent cedit a l'Ajuntament el 1933 i enderrocat el mateix any. El 1969 es va convertir el solar en un parc amb jocs infantils.

## Descripció
Edifici d'habitatges on viuen dues families, de planta baixa i dues plantes. La façana dona al carrer d'Hostalric, tenint davant al carrer de Barcelona un jardí força gran. Estructura tradicional de parets de càrrega, i antigament de forjats unidireccionals de bigues i biguetes de fusta, que al llarg del temps s'han anat substituint. Coberta inclinada de teula aràbiga en dues vessants.
Possiblement, la façana principal era la que donava al carrer d'Hostalric, però que actualment és la que està incorporada al jardí i que dona al carrer de Barcelona. Aquesta està pintada i molt cuidada, en canvi l'altra no està en gaire bones condicions. La façana que dona al jardí té llindars i brancals de pedra que remarquen algunes de les obertures i la porta té decoració en relleu a la part superior. al jardí hi ha un pou.
Els acabats de la façana són arrebossats i l'edifici queda rematat per un ràfec a manera de cornisa.